# 哈利法·哈夫塔尔
哈利法·贝加斯姆·哈福特（阿拉伯語：خليفة بلقاسم حفتر，1943年11月7日—），利比亚全国过渡委员会高级军事官员，中将军衔，2016年升為陸軍元帥。2021年11月，哈利法·哈夫塔尔（Khalifa Haftar）宣布参选2021年12月的总统选举。

## 早年軍事生涯
哈福特早年加入利比亞軍隊，是1969年協助卡扎菲發動政變推翻君主制的青年軍官之一，在卡扎菲掌權後晉升至軍隊參謀總長。卡扎菲委派哈福特指揮利比亚与乍得的戰事。1987年，哈福特被乍得軍俘虜。由於卡扎菲先前否認有利比亞軍在乍得境內作戰，在哈福特被俘後不承認他是利比亞軍人，導致哈福特從此與卡扎菲反目。哈福特被乍得釋放後流亡美国，曾居住于弗吉尼亚州的福爾斯徹奇和维也纳。

## 2011年利比亞內戰
2011年，他效忠于利比亚反对派。3月，反对派发言人称他任军事指挥官，但此说法被全国过渡委员会否认。据说他是仅次于阿卜杜·法塔赫·尤尼斯、欧玛尔·哈利利的利比亚反对派排名第三的指挥官。曾有报道称他于8月14日在米苏拉塔被政府军逮捕，但未得到证实。

## 卡扎菲倒台後
卡扎菲倒台後，哈福特指責利比亞新政府支持恐怖主義。哈福特支持世俗化政府，反對伊斯蘭主義分子。2014年5月16日，哈福特領導的部隊攻擊班加西的伊斯蘭民兵基地，至少24人死亡。利比亞臨時政府表示哈福特的行動未獲授權，等同政變。5月18日，支持哈福特的民兵攻擊國民議會大樓，意圖阻止新政府上任。
哈福特不承認2016年初成立並獲聯合國支持的民族團結政府。2016年9月，忠於哈福特的部隊攻擊支持民族團結政府的部隊，攻佔在祖埃提納、布雷加、拉斯拉努夫和錫德拉的4個石油港口，東部的托布魯克政府於同月擢升哈福特為陸軍元帥。
埃及和阿拉伯联合酋长国是哈夫塔尔的支持者。2018年1月，哈夫塔爾宣稱他的軍隊有75,000人。

## 哈夫塔爾政府
哈夫塔爾是第二次利比亞內戰期間利比亞東部大部分地區以及利比亞南部和西部一部分地區的事實上的「托布魯克政府系統」的有效領導人。在2019年利比亞地方選舉，東部政府阻止在其控制下的塞卜拉泰和索曼於4月27日舉行投票。聯合國利比亞支助團團長加桑·薩拉姆在2019年4月將哈夫塔爾描述為「不是一個偉大的民主主義者」，他的治理方法是「使用鐵拳」。在哈夫塔爾的托布魯克政府執政期間，在國民軍控制下的總共27個市議會中，有9個由軍事行政人員取代。
2019年6月，民族團結政府在利比亞叛軍營地捕獲了武器系統，其中包括美國製造的標槍反坦克導彈，並在木箱包裝內標有「阿拉伯聯合大公國武裝部隊」的標籤。這四枚標槍反坦克導彈每枚價值超過17萬美元，是在叛軍基地發現的，加強了哈夫塔爾將軍的軍隊。
2020年4月27日，哈夫塔爾發表電視講話，宣布利比亞國民軍將接受人民授權統治利比亞，而2015年《利比亞政治協議》不再有效。哈夫塔爾的宣布引發外界質疑利比亞國民代表大會在今後的地位如何，在哈夫塔爾宣佈之前，國民代表大會在名義上一直管治利比亞國民軍控制的地區。

## 個人生活
哈夫塔爾至少有五個兒子和一個女兒。薩達姆·哈夫塔爾上尉和哈立德·哈夫塔爾上尉是利比亞國民軍的軍官，而薩迪克·哈夫塔爾也在利比亞。另外兩個兒子，在房地產工作的烏克巴·哈夫塔爾和阿爾-蒙塔西爾·哈夫塔爾以及他的女兒阿斯瑪·哈夫塔爾住在美國弗吉尼亞州。哈夫塔爾是利比亞美國雙重國籍公民。
除了他的母語阿拉伯語，哈夫塔爾還會講英語、義大利語、俄語，最擅長法語。

## 健康状况
2018年4月12日，據報導哈夫塔爾因中風昏迷，在巴黎接受重症監護治療。國民軍的發言人最初否認了這些報導。當地媒體後來報導他已經死了，但接近他的消息人士堅稱他還活著。4月25日，證實哈夫塔爾還活著，在巴黎接受治療后被送回班加西。